# Tarphius quadripunctata
Tarphius quadripunctata is een keversoort uit de familie somberkevers (Zopheridae). De wetenschappelijke naam van de soort werd in 1884 gepubliceerd door Edmund Reitter.